# Lista do Patrimônio Mundial em Omã
A Organização das Nações Unidas para a Educação, a Ciência e a Cultura (UNESCO) propôs um plano de proteção aos bens culturais do mundo, através do Comité sobre a Proteção do Património Mundial Cultural e Natural, aprovado em 1972. Esta é uma lista do Patrimônio Mundial existente em Omã, especificamente classificada pela UNESCO e elaborada de acordo com dez principais critérios cujos pontos são julgados por especialistas na área. Omã, , ratificou a convenção em 6 de outubro de 1981, tornando seus locais históricos elegíveis para inclusão na lista.
O sítio Forte de Bala foi o primeiro local de Omã incluído na lista do Patrimônio Mundial da UNESCO por ocasião da 11ª Sessão do Comitè do Património Mundial, realizada em Paris (França) em 1987. Desde a mais recente adesão à lista, Omã totaliza 5 sítios classificados como Patrimônio da Humanidade, sendo todos eles de classificação Cultural. Em 2007, o Comité do Património Mundial retirou oficialmente um bem natural de Omã da Lista do Patrimônio Mundial em resposta à decisão unilateral do Estado-parte em reduzir arbitrariamente a área protegida em mais de 90%.

## Bens culturais e naturais
Omã conta atualmente com os seguintes lugares declarados como Patrimônio da Humanidade pela UNESCO:
| | Forte de Bala |
| Bem cultural inscrito em 1987. |               |
| Localização: Interior |               |
| O oásis de Bala devia sua prosperidade à tribo do Banu Nebhan, que impôs sua dominação sobre todos os clãs da região do século XII até o final do século XV. Testemunhas de seu poder são os vestígios do imenso forte de paredes e torres de tijolos crus com fundações de pedra que eles ergueram. Esta fortificação é um exemplo notável de edifícios deste tipo. (UNESCO/BPI) |               |

| | Sítios arqueológicos de Bat, Al-Khutm e Al-Ayn |
| Bem cultural inscrito em 1988. |                                                |
| Localização: Daira |                                                |
| Perto de um bosque de palmeiras localizado no interior do Sultanato de Omã, o sítio proto-histórico de Bat e os sítios arqueológicos vizinhos constituem o conjunto mais completo de assentamentos humanos e necrópoles do terceiro milênio a.C. (UNESCO/BPI) |                                                |

| | Rota do Incenso |
| Bem cultural inscrito em 2000. |                 |
| Localização: Dofar |                 |
| As árvores incenseiras de Wadi Dawkah, os vestígios do oásis Shisr-Wubar, o local de passagem para caravanas, e os portos de Jor Rori e Al Baleed ilustram vividamente o florescente comércio de incensão secular nesta região, que foi uma das atividades econômicas mais importantes da Antiguidade e da Idade Média. (UNESCO/BPI) |                 |

| | Aflaj, sistemas de irrigação de Omã |
| Bem cultural inscrito em 2006. |                                     |
| Localização: Interior / Batina / Oriental |                                     |
| Os cinco aflajs registrados são representativos dos 3.000 sistemas de irrigação análogos ainda utilizados em Omã. Sua origem remonta ao ano 500, embora haja evidências arqueológicas de que eles já existiam nesta região particularmente árida desde 2.500 a.C.C. Aproveitando a força da gravidade, eles correm através de canais a água de camadas subterrâneas ou nascentes para serem usadas para irrigação de culturas ou usos domésticos. A gestão e distribuição efetiva e equitativa da água nas cidades e municípios continua a ser baseada na solidariedade e nos valores comuns da comunidade, e continua a ser guiada por observações astronômicas. O local compreende inúmeras torres de vigilância construídas para defender os aflajs, que destacam a importância vital desses sistemas de adução de água para as comunidades. Ameaçadas pela redução dos níveis de água subterrânea, as aflajs são representativas de uma forma extraordinariamente bem preservada de ocupação da terra. (UNESCO/BPI) |                                     |

| | Cidade antiga de Calaiate |
| Bem cultural inscrito em 2018. |                           |
| Localização: Oriental |                           |
| Localizado na costa leste do Sultanato de Omã, este local inclui os vestígios da antiga cidade de Qalhât, circunscritas por paredes interiores e externas, bem como os restos de algumas necrópoles localizadas fora das fortificações. Entre os séculos XI E XV, sob o domínio dos príncipes de Hormuz, Qalhât tornou-se uma importante cidade portuária na costa leste da Península Arábica. Seus restos arqueológicos são hoje um testemunho único do comércio marítimo da Arábia Oriental com a África Oriental e a Índia, e até mesmo com o Sudeste Asiático e a China. (UNESCO/BPI) |                           |

## Lista Indicativa
Em adição aos sítios inscritos na Lista do Patrimônio Mundial, os Estados-membros podem manter uma lista de sítios que pretendam nomear para a Lista de Patrimônio Mundial, sendo somente aceitas as candidaturas de locais que já constarem desta lista. Desde 2014, Omã possui 7 locais na sua Lista Indicativa.
| Sítio                      | Imagem | Localização | Ano  | Dados UNESCO | Descrição |
| -------------------------- | ------ | ----------- | ---- | ------------ | --- |
| Fortes de Rustaq e Al Hazm |        | Batina      | 1988 | Cultural     | O forte impressivo de Rustaq está no meio de um grande oásis, logo aos pés do Jebel Akhdar, onde o estreito Vale do Wadi recorta os calcários dolomíticos do Jebel e se alarga entre as colinas ofiolíticas inferiores. Rustaq têm sido uma cidade e posto comercial importantes desde o tempo do governo persa em tempos pré-islâmicos, quando o castelo foi fundado pela primeira vez. |

## Sítios removidos
A Organização das Nações Unidas para a Educação, a Ciência e a Cultura (UNESCO), através do seu órgão interno Comité do Património Mundial, pode eventualmente retirar a designação de um local ou bem como Patrimônio da Humanidade, modificar sua extensão territorial ou os componentes desta designação e ainda, por fim, remover totalmente um sítio da Lista do Patrimônio Mundial. Tais medidas são contempladas pela organização mediante constantes ameaças à integridade e preservação do bem designado e sua permanência inalterada na Lista do Patrimônio Mundial em perigo. Desde 2007, Omã conta um sítio removido oficialmente da Lista do Patrimônio Mundial:
| | Santuário do Órix da Arábia |
| Bem natural inscrito em 1994, removido em 2007. |                             |
| Localização: Omã |                             |
| O Santuário de Oryx Árabe é uma área dentro das regiões biogeográficas do Deserto Central e Colinas Costeiras de Omã. Neblinas e orvalhos sazonais sustentam um ecossistema desértico único cuja flora diversa inclui variadas plantas endêmicas. Sua fauna rara inclui o primeiro rebanho livre de órix árabe desde a extinção global da espécia em 1972 e sua reintrodução aqui em 1982. O único local de criação na Arábia da abetarda de houbara, uma espécie de ave, também são encontradas assim como íbex núbio, lobos árabes, ratéis, caracóis e a maior população mundial selvagem da gazela árabe. (UNESCO/BPI) |                             |